# چای لی (گوی‌گول)
چای لی (به لاتین: Çaylı) یک منطقه مسکونی در جمهوری آذربایجان است که در شهرستان گوی‌گول واقع شده است. چای لی ۸۷۵ نفر جمعیت دارد.